# 川原繁人
川原 繁人（かわはら しげと、1980年〈昭和55年〉 - ）は、日本の言語学者、認知科学者、音声学者、実験音韻論者。専門は主にインターフェイス論（特に、音韻論と音声学、形態論や統語論とのインターフェイス）や音象徴、実験言語学一般。実験やコーパス分析に基づいた言語理論の研究を多く行っている。ジョージア大学、ラトガーズ大学助教授 (Assistant professor) を経て、現在慶應義塾大学言語文化研究所教授。父親は数理物理学者の川原睦人、実兄は予備校講師・ITライターの川原龍人。

## 学歴、職歴
東京都世田谷区出身。和光幼稚園小学校、攻玉社中学高校出身。1998年に国際基督教大学に入学し、吉田智行の指導を受ける。2002年、学士習得 (B.A., Liberal Arts)。2000-2001年、カリフォルニア大学サンタクルーズ校留学中、理論言語学の基礎トレーニング、また最適性理論に関する大学院レベルのトレーニングを受ける。学士習得後、2002年にマサチューセッツ大学言語学科大学院に入学。大学院時代からさまざまな研究成果を発表し、2007年にジョン・キングストンの指導の下よりPh.D.（言語学博士）を取得。博士論文のテーマは音韻パターンへの音声的要因の影響。博士論文の大部分は、現在学術雑誌として出版されている (Kawahara 2006ab, 2007, 2008)。
博士号を習得後、ジョージア大学助教授(2007年～2008年）を経て、ラトガーズ大学言語学科及びラトガーズ認知科学センター(RuCCs)助教授（2008年～2013年）。心理学科所属。音声実験室所長。また、ラトガーズ大学と日本の大学との交換留学にも関わる。2013年から慶應義塾大学言語文化研究所に移籍。多くの国際雑誌の編集委員やPhonologyやLanguage and Linguistic Compassなどの編集責任者を務めている。

## 研究
学生時代は音韻論を専門としていたが、現在は音韻の規則性の元となるような音声（発音・聴覚）のメカニズムも研究している。知覚実験に基づいて、音韻パターンの元になる知覚のパターンの研究を行ったり (Kawahara 2006ab, 2007, 2008)、逆に、音韻パターンが知覚にどのような影響を与えるかを研究している (Kingston et al., 2009, 2011)。また音韻パターンの分析そのものに実験を取り入れるなどの試みも行っている(Kawahara 2011a, b, 2012)。
また、日本語のラップの歌詞のもつ韻や洒落の言語学的研究など、本来音韻規則とはあまり関係なさそうな現象から一般化を導き出してくる研究でも広く知られる。2018年にはフリースタイルダンジョンにゲスト審査員として出演した（5th season Rec2）。近年ではポケモンの名前における音象徴の研究や、プリキュアの名前の研究、ドラクエの呪文の研究、秋葉原のメイドの源氏名や宝塚の役名、AKBメンバーのニックネーム名、メイド声の研究なども行っている。その他、日本語のアクセントやイントネーション、音象徴、インターネットを使った実験、統計的な手法を用いたコーパス分析、電磁関節造影（EMA）や口蓋電図検査（EPG）
を用いた調音実験など幅広い研究を行う。対象とする言語は日本語が主だが、そのほか英語、ノルウェー語、フランス語、アラビア語、中国語などの研究も行っている。共著論文が多く、エルデシュ数4とベーコン数5を持つ。
身近な題材を言語学の分析に使うことにより、言語学の裾野を広げることも研究の目標の一つにしている。また、ALSの患者の声を救うマイボイスプロジェクトにも積極的に参加している。ラッパー、声優、歌手、歌人など大学外部の人々とのコラボ活動も行っている。

## 著作

### 単著
- 『音とことばのふしぎな世界 メイド声から英語の達人まで』岩波書店〈岩波科学ライブラリー 244〉、2015年11月。ISBN 9784000296441。
- 『「あ」は「い」より大きい！？ 音象徴で学ぶ音声学入門』ひつじ書房、2017年11月。ISBN 9784894768864。
- 『ビジュアル音声学』三省堂、2018年7月。ISBN 9784385365329。
- 『言語学者、外の世界へ羽ばたく ラッパー・声優・歌手とのコラボからプリキュア・ポケモン名の分析まで』教養検定会議〈リベラルアーツコトバ双書 2〉、2022年4月。ISBN 9784910292021。
- 『フリースタイル言語学』大和書房、2022年6月。ISBN 9784479393894。
- 『音声学者、娘とことばの不思議に飛び込む プリチュワからカピチュウ、おっけーぐるぐるまで』朝日出版社、2022年5月。ISBN 9784255012759。
- 『なぜ、おかしの名前はパピプペポが多いのか？ 言語学者、小学生の質問に本気で答える』ディスカヴァー・トゥエンティワン、2023年7月。ISBN 9784799329757。

### 共著
- 川原繁人、俵万智、Mummy-D、山寺宏一、川添愛『日本語の秘密』講談社、2024年1月。ISBN 9784065350553.
- 川原繁人、Mummy-D、晋平太、TKda黒ぶち、しあ『言語学的ラップの世界』東京書籍、2023年11月。ISBN 9784487816880。
- 川原繁人、北山陽一、牧村久実『絵本　うたうからだのふしぎ』講談社、2024年1月。ISBN 9784065341599。

### 執筆
- ブレント・バーリン 著、篠原和子・川原繁人 訳「動物名称に見られる共感覚的音象徴」、篠原和子・宇野良子 編『オノマトペ研究の射程 近づく音と意味』ひつじ書房、2013年4月。ISBN 9784894765962。
- 篠原和子、川原繁人 著「音象徴の言語普遍性」、篠原和子・宇野良子 編『オノマトペ研究の射程 近づく音と意味』ひつじ書房、2013年4月。ISBN 9784894765962。
- 川原繁人、三間英樹 著「生成音韻論における連濁の理論的分析」、ティモシー・J・バンス、金子恵美子、渡邊靖史 編『連濁の研究 国立国語研究所プロジェクト論文選集』開拓社、2017年11月。ISBN 9784758922524。
- 川原繁人、竹村亜紀子 著「連濁の心理言語学的研究」、ティモシー・J・バンス、金子恵美子、渡邊靖史 編『連濁の研究 国立国語研究所プロジェクト論文選集』開拓社、2017年11月。ISBN 9784758922524。
- 川原繁人 著「声に出すことば 言語と意味を超えて」、たばこ総合研究センター 編『声のポリフォニー グルーヴ・ラップ・ダイアローグ』たばこ総合研究センター〈談 No.124〉、2022年7月。ISBN 9784880655307。